# GPicView
GPicView is een vrij computerprogramma voor het weergeven van afbeeldingen. Het lichtgewicht programma werd geschreven voor LXDE, maar het is ook te gebruiken onder desktopomgevingen zoals GNOME en Xfce. De ontwikkelaar is de Taiwanees Hong Jen Yee, tevens de ontwikkelaar van PCManFM. Er is geen printfunctie ingebouwd.

## Functies
GPicView beschikt over de volgende functies:
- weergeven en opslaan van de bestandsformaten JPG, TIFF, BMP, PNG en ICO
- afbeeldingen bekijken in volledig scherm-modus
- afbeeldingen een kwartslag draaien naar links of rechts
- een diavoorstelling met instelbare wachttijd
- JPG EXIF-rotatie-informatie lezen en aanpassen bij het klikken op een rotatieknop
- inzoomen op afbeeldingen